# Верхнее Дорожное
Верхнее Дорожное — пресноводное озеро на территории Малиновараккского сельского поселения Лоухского района Республики Карелии.

## Общие сведения
Площадь озера — 2,1 км², площадь водосборного бассейна — 10,2 км². Располагается на высоте 72,4 метров над уровнем моря.
Форма озера лопастная, продолговатая: оно почти на четыре километра вытянуто с северо-востока на юго-запад. Берега изрезанные, каменисто-песчаные, местами заболоченные.
С северной стороны водоёма вытекает ручей, впадающий в озеро Нижнее Дорожное, через которое протекает река без названия, впадающая с правого берега в реку Кереть, впадающую, в свою очередь, в Белое море.
Ближе к северо-восточной оконечности водоёма расположены два небольших острова без названия.
Код объекта в государственном водном реестре — 02020000711102000002514.